# District de Đăk Glong
Đăk Glong est un district de la province de Đắk Nông dans les hauts Plateaux du Centre au Viêt Nam. 

## Géographie
La superficie du district est de 1 447,76 km2. 